# Madola

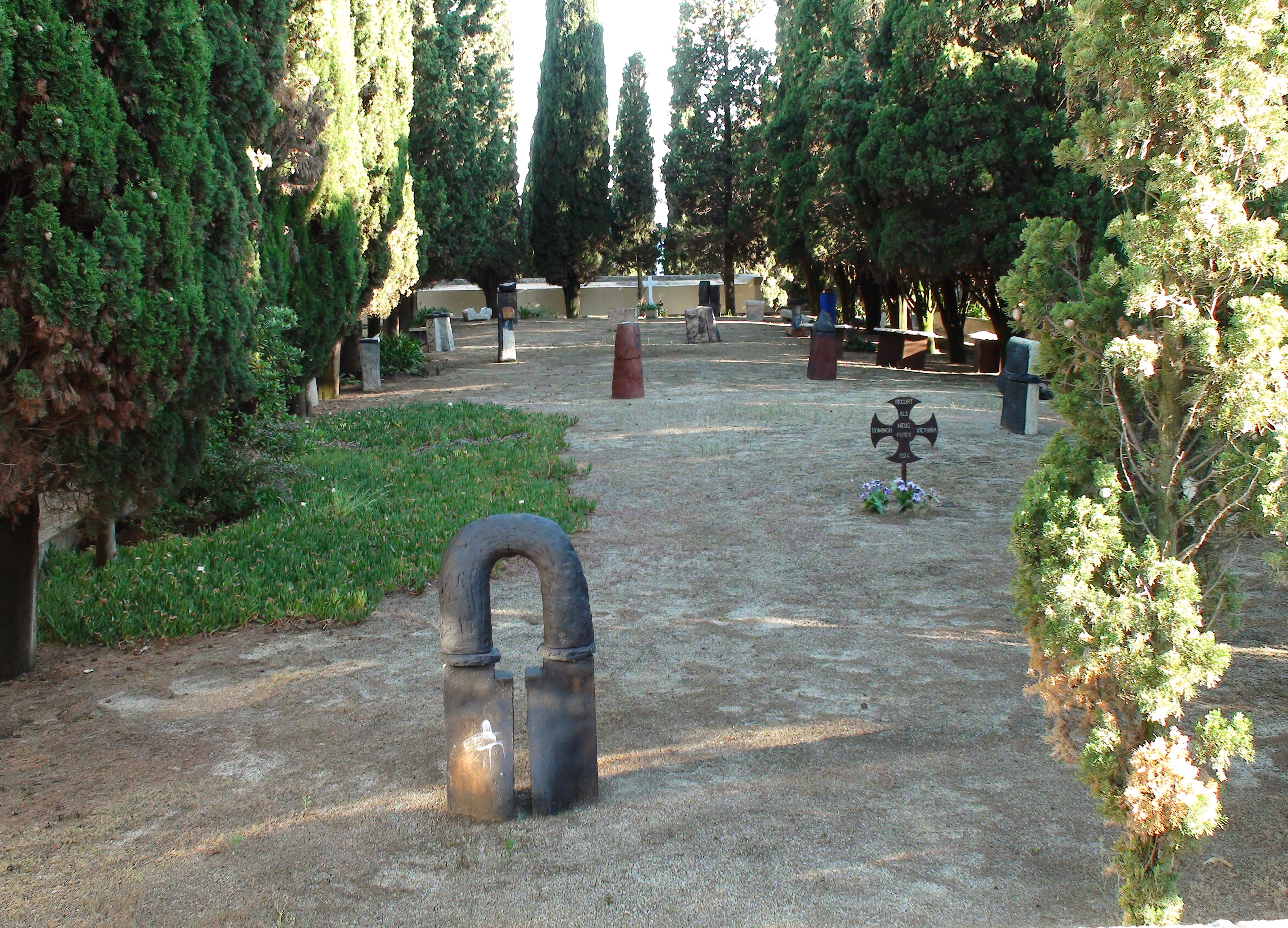
Instal·lació de 40 peces al cementiri d'Arenys de Mar de l'artista Madola (2013)

Madola (Barcelona, 1944), pseudònim de Maria Àngels Domingo Laplana, és una ceramista, escultora, pintora i artista polifacètica, establerta a Premià de Dalt. És coneguda per les seves peces de formes orgàniques que conjuminen els elements d'arrel tradicional - amb la traça de l'ofici i l'obrador - amb l'art més contemporani i conceptual. Va treballar amb el ceramista i escultor Josep Llorens i Artigas de qui, juntament amb altres ceramistes com Antoni Cumella i Serret, en foren referents. Ha fet exposicions individuals i col·lectives arreu del món, té obra permanent en diversos museus i també obra de gran format en l'espai urbà. És membre numerària de la Reial Acadèmia de Ciències i Arts de Barcelona des del 2015, de l'Acadèmia Internacional de Ceràmica (AIC) amb seu a Ginebra des del 1981 i del Work-Craft Council de la UNESCO a París des del 1974. Ha obtingut diversos premis i guardons com el Premi Especial de Ceràmica de Sotheby’s Londres o el de la Fundació Pilar i Joan Miró de Mallorca.

## Biografia

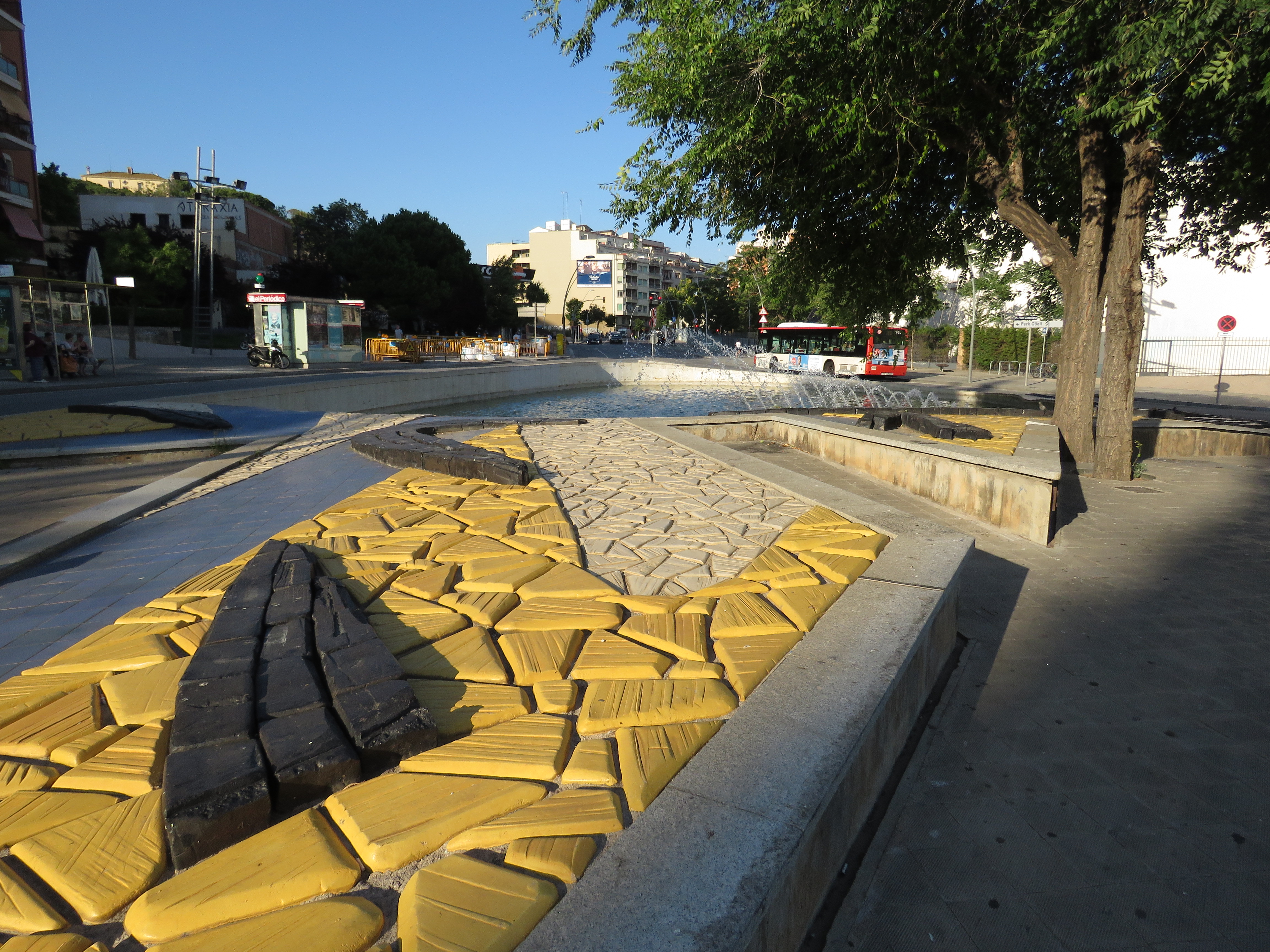
Plaça de la Font Castellana, a Barcelona, obra de l'artista Madola, 1992

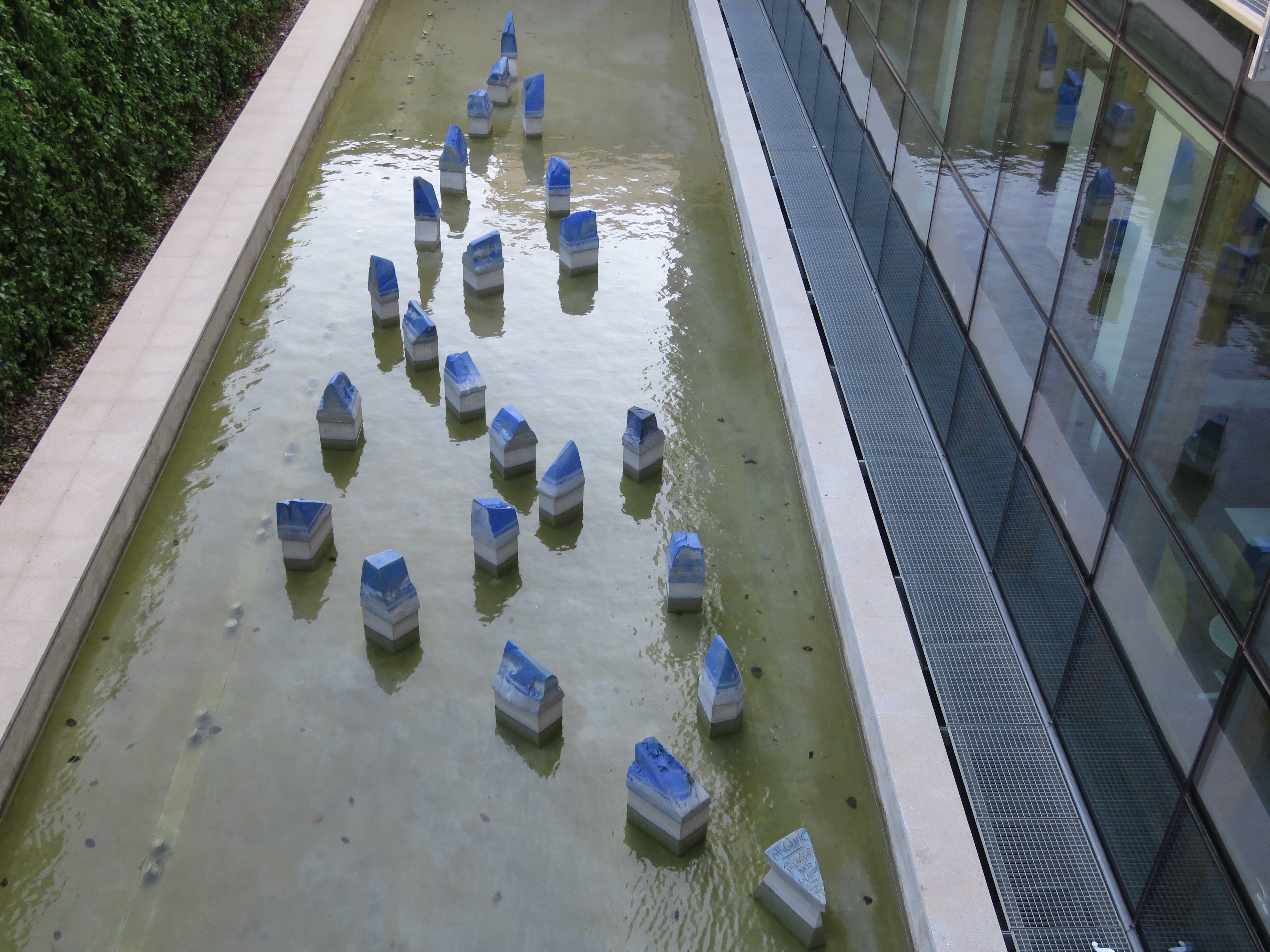
'Trinidad', obra pública de l'artista Madola del 2014 al Museu del Disseny de Barcelona en honor de Trinidad Sanchez Pacheco, directora de l'antic Museu de la Ceràmica a Barcelona.

Nascuda a Barcelona, va començar a treballar la ceràmica el 1960. Va estudiar a l'Escola Massana de Barcelona on va tenir de professor el ceramista renovador, i íntim col·laborador de Joan Miró, Josep Llorens i Artigas, a l'Escola del Treball amb la professora i ceramista Angelina Alòs i a l'Escola d'Arts i Oficis de Barcelona. Es va llicenciar el 1985 a la Facultat de Belles Arts de Barcelona. Posteriorment s'hi va doctorar el 2006 amb la tesi La influència de Joan Miró en la ceràmica contemporània espanyola. El 1966 ja havia fet la primera exposició a l'Ateneu Barcelonès presentada per l'escriptor Salvador Espriu. Quaranta-set anys després ella encara li retria un homenatge en les quaranta peces instal·lades al cementiri d'Arenys de Mar que s'inspiren en cadascun dels poemes del Cementiri de Sinera (llibre) en el centenari del naixement del poeta. A partir de l'any 1988 va començar a fer obres de gran format per a l'espai públic, d'entre les quals en destaquen les intervencions a la Plaça de la Font Castellana de Barcelona (1992), la Rotonda Blava de Premià de Mar (2007), el conjunt escultòric ja esmentat del Cementiri de Sinera d'Arenys de Mar (2013) o Trinidad (2014) al Museu del Disseny de Barcelona. Més enllà de l'obra pública situada a Catalunya (a Barcelona, Tarragona, Santa Coloma de Cervelló, Premià de Dalt o Arenys de Mar), també en té a ciutats d'Anglaterra, del Japó, de Corea o de Taiwan. Ha impartit cursos, seminaris i classes magistrals a escoles d'oficis i a universitats de Catalunya i d'arreu del món i exerceix de jurat de premis de ceràmica. El 2016 fou l'artista convidada per a la tradicional exposició central del festival Terrània de Montblanc i la creadora del cartell del festival.Més enllà dels Països Catalans ha exposat individualment o col·lectiva arreu d'Espanya i en països com França, Bèlgica, Alemanya, Regne Unit, Itàlia, Portugal, Hongria, Eslovàquia, Estats Units, Japó, Corea, Mèxic, Veneçuela o la Xina.

## Sèries d'obra destacades
- Bonys, 1977-78
- Esteles, 1986
- Portes,1989
- Finestres, 1990
- Columnes, 1991
- Templets, 1991
- Vasos, Urnes i Piles, 1996-97
- Aigües perdudes, 1998[9]
- Escrits de Taller, 2004-06[10]
- El cos, 2003-07[11]
- Suite Wagner, 2011[12]
- Llibres de Sinera / Donar forma a la paraula, 2012-13[5]
- Llibres, 2013[13]
- Ciutats perdudes, 2014-15[14]

## Principals obres públiques
- Castella (1992), a la plaça de la Font Castellana de Barcelona[15]
- Mediterrània (1995), a Catalan Square de Manchester, Regne Unit
- La mà com a eina (1999), al Morell[16]
- Art i Natura (2004), a Sta. Coloma de Cervelló
- Catalonia-Korea Memory (2005), a Icheon Park (Corea del Sud)
- Rotonda Blava (2007), a Premià de Dalt[6]
- Donar forma a la Paraula (2013), al cementiri d'Arenys de Mar[5]
- Trinidad (2014), Museu del Disseny de Barcelona[17]